# Martainneville
Martainneville é uma comuna francesa na região administrativa de Altos da França, no departamento de Somme. Estende-se por uma área de 7,58 km². Em 2010 a comuna tinha 419 habitantes (densidade: 55,3 hab./km²).